# Orlando Antonio Farias
Orlando Antonio Farias (* 22. November 1973 in San Miguel de Tucumán, Argentinien) ist ein argentinischer Boxer in der Gewichtsklasse Cruisergewicht. Er hat eine Kampfstatistik von 23 Siegen (12 KO) und 10 Niederlagen (6 KO).
Am 12. April 2007 verlor er einen Weltmeisterschaftskampf gemäß WBC gegen den amtierenden Weltmeister Rudolf Kraj. Am 13. August 2010 verlor er die vakante Südamerikameisterschaft gegen Rogelio Omar Rossi.